# الشراكة الأوروبية للديمقراطية
الشراكة الأوروبية للديمقراطية (EPD) هو عبارة عن شبكة من المنظمات غير الهادفة للربح، مقرها في بروكسل، تعمل المنظمة على دعم الديمقراطية في جميع أنحاء العالم. وتعتبر الشبكة الأهم المتخصصة في مجال دعم الديمقراطية في البلدان الشريكة للاتحاد الأوروبي. وتتكون المنظمة متعددة الاختصاصات من أربع عشر منظمة من المجتمع المدني والسياسي الأوروبي من إحدى عشرة دولة الأعضاء في الاتحاد الأوروبي، تهدف للعمل بصورة شاملة على مساعدة الديمقراطية. المنظمات المكونة للشراكة الأوروبية أثبتت حضورًا عالمي، حيث تم خلال السنوات الخمس الماضية بعث وإدارة أكثر من 200 مشروع لمساعدة الديمقراطية في جميع أنحاء العالم في حوالي 140 دولة بتمويل يناهز ما مجموعه 100 مليون يورو، معظمها من الاتحاد الأوروبي والدول الأعضاء في الاتحاد الأوروبي. تترأس المنظمة حاليا المعهد الهولندي للديمقراطية التعددية الحزبية (NIMD).  منصب نائب الرئيس يشغله المركز الأوروبي لدعم الانتخابات (ECES) امانة المال يشغلها نادي مدريد (CDM).

## المهام
تم إنشاء الشراكة الأوروبية للديمقراطية في سنة 2008 من أجل تعزيز دور المساعدة الديمقراطية الأوروبية في جميع أنحاء العالم. نتيجة للخبرة الواسعة لأعضاء الشراكة الأوروبية للديمقراطية، تقدم شبكة المنظمات مجموعة واسعة من أنشطة الدعم لصالح جميع المستفيدين من عمليات المساعدة الديمقراطية، أي المنظمات المجتمع المدني، الجماعان الدينية، ووسائط الإعلام، هيئات إدارة الانتخابات، والقطاع الخاص، الأحزاب السياسية، والمؤسسات المنتخبة على المستويين الوطني والمحلي، قطاع الأمن والعدالة، الخ ...

## أنشطة وأهداف
تعمل الشراكة الأوروبية للديمقراطية باعتبارها عنصرا أساسيا في مجال دعم الديمقراطية على مستوى الاتحاد الأوروبي، عبر جمع تجارب وخبرات المنظمات الأعضاء فيها. عبر مجموعة المشاريع التي ادارها أعضاء الشراكة صارت هذه الأخيرة مصدرا هاما من مصادر المعرفة في مجال دعم الديمقراطية. أضافة الي ذلك وبناء على مأتم ملاحظته من تغيرات في مجال دعم الديمقراطية قدم أعضاء الشراكة الأوروبية للديمقراطية، إستراتيجية شاملة ل 2016-2019 بهدف تطوير ودعم أنشطة دعم الديمقراطية الممولة من طرف الاتحاد الأوروبي.
تعمل الشراكة الأوروبية للديمقراطية في تجانس تام مع الاتجاهات والتحولات التي عرفها مجال دعم الديمقراطية اذ تركز إستراتيجية الشراكة الأوروبية للديمقراطية للفترة المتراوحة بين ستة عشر وألفين وتسع عشر وألفين على أهمية استخدام عدة أدوات للتحليل السياسي عند تصميم وتنفيذ البرامج، مع ايلاء اهتمام خاصا للبعد المحلي ودور منظمات المجتمع المدني كتمثيل مباشر لتطلعات الشعوب وكضمان لمراقبة سياسات الدولة.
تهدف أنشطة المنظمة للمساهمة في تحقيق الأهداف التنمية المستدامة للسلام والعدل والمؤسسات التي يجب تحقيقها بحلول عام 2030 وخاصة الهدف السادس عشر الذي ينص على «السلام والعدالة. تعزيز الجمعيات المُسالمة والشاملة للتنمية المستدامة، وتوفير الحصول على العدالة للجميع وبناء مؤسسات فعالة وقابلة للمحاسبة وشاملة على كافة المستويات.»
في هذا السياق بالذات، تركز أنشطة المنظمة على ثلاثة أهداف مترابطة:
- إنتاج وتبادل المعارف والخبرات: تعمل الشراكة كمنصة لتبادل المعرفة تبادل الخبرات باعتبارها واجهة لتنفيذ المشاريع التي يمولها الاتحاد الأوروبي.
- الدعوة إلى حضور أقوى لأنشطة دعم الديمقراطية في جدول أعمال الاتحاد الأوروبي.
- التنسيق بين أعضاء المنظمة في تنفيذ مشاريع دعم الديمقراطية الممولة من الاتحاد الأوروبي.
- التنظيم الداخلي

ويشمل التنظيم الداخلي للمنظمة على جمعية عمومية تتكون من جميع الأعضاء، ومجلس للإدارة وأمانة عامة مقرها بروكسيل.
تدار المنظمة من قبل مجلس إدارة يتألف من 7 أعضاء منتخبين من بين المنظمات المكونة للشراكة.  ويتألف المجلس نفسه من رئيس، هانز برونينغ المدير التنفيذي للمعهد الهولندي للديمقراطية التعددية، من نائب الرئيس، فابيو بارجاكي المدير التنفيذي للمركز الأوروبي لدعم الانتخابات وأمين للمال. ريكاردو هيدالغو قبل المدير المالي للنادي مدريد.
ويستند عمل الأعضاء علي الأمانة العامة ومقرها في بروكسل، الأمانة مسؤولة عن تنسيق بين الأعضاء وتعزيز التعاون بينهما.

## الأعضاء
- المعهد الهولندي للديمقراطية التعددية الحزبية (NIMD): الرئيس
- المركز الأوروبي لدعم الانتخابات (ECES): نائب الرئيس
- نادي مدريد (CDM): أمين الصندوق
- الرابطة الأوروبية للديمقراطية المحلية (ALDA)
- رابطة البرلمانيين الأوروبيين مع أفريقيا (AWEPA)
- ديمو فنلندا[9] (Demo Finland)
- مركز دراسات شرق أوروبا الاقتصادية والاجتماعية الأوروبية (The Eastern Europe Studies Centre)
- Elbarlament
- لجنة هلسنكي هولندا[10] (Netherlands Helsinki Committee)
- عالم واحد[11] (one World)
- معهد العلوم السياسية من الجامعة الكاثوليكية في البرتغال
- People in need
- مؤسسة وستمنستر للديمقراطية (Westmeinster Foundation for Democracy)
- الوكالة الفرنسية للتعاون الاعلامي[12] (CFI)

## وصلات خارجية
https://www.devex.com/organizations/european-partnership-for-democracy-epd-56841
http://www.agora-parl.org/node/8466
http://www.eef.md/index.php?pag=news&id=988&rid=656&l=en
EPD strategy http://www.epd.eu/wp-content/uploads/EPD-Strategy-2016-2019_final-1.pdf